# Paris–Roubaix 1988

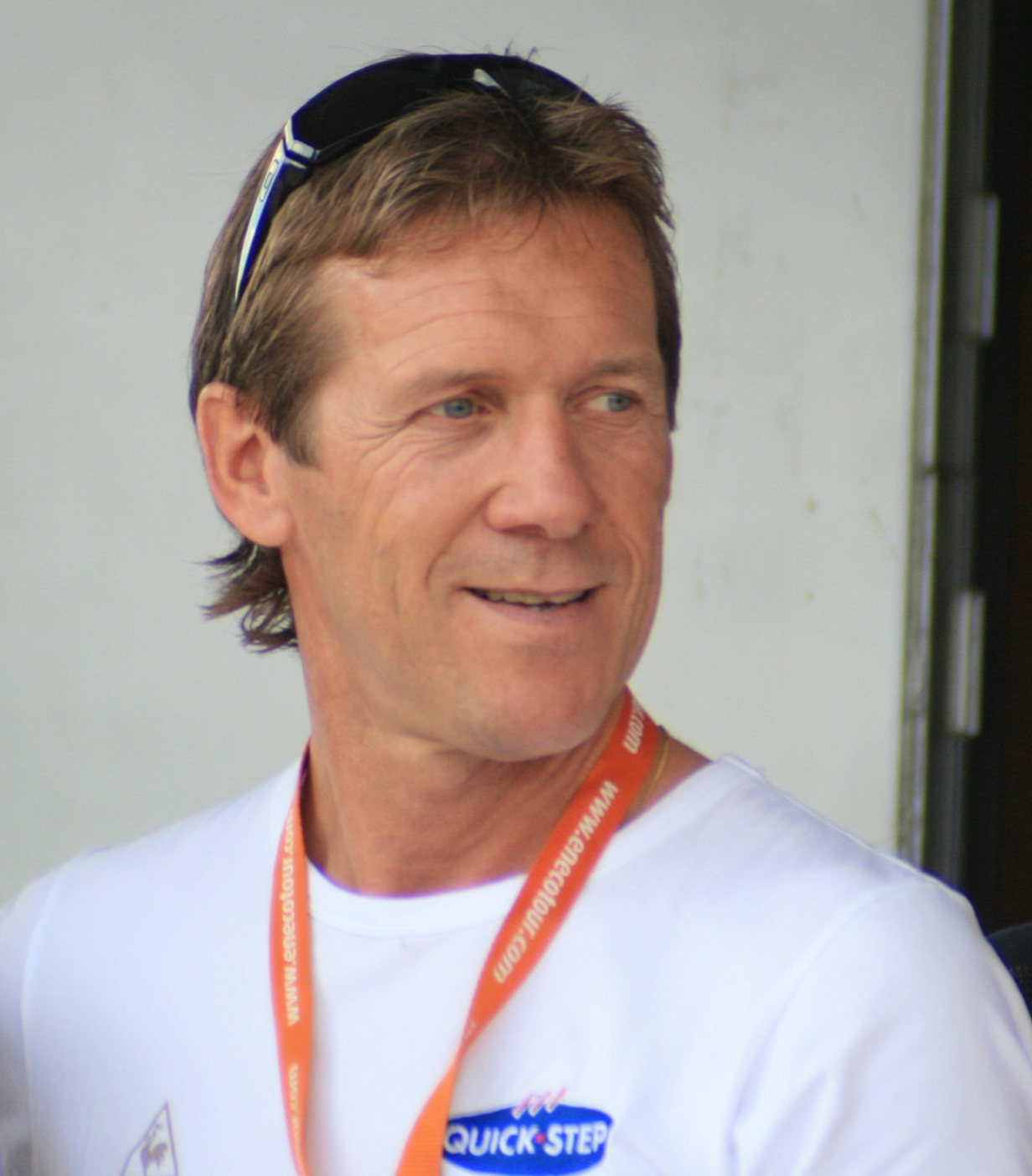
Dirk Demol (2008)

Das Eintagesrennen Paris–Roubaix 1988 war die 86. Austragung des Radsportklassikers und fand am Sonntag, den 10. April 1988, statt.
Das Rennen führte von Compiègne, rund 80 Kilometer nördlich von Paris, nach Roubaix, wo es – anstatt im Vélodrome André-Pétrieux wie in den Jahrzehnten zuvor – in der Innenstadt endete. Die gesamte Strecke war 266 Kilometer lang. Es starteten 194 Fahrer, von denen sich 75 platzieren konnten. Der Sieger Dirk Demol absolvierte das Rennen mit einer Durchschnittsgeschwindigkeit von 40,324 km/h.
Es war ein sonniger Renntag. Thierry Casas attackierte bei Kilometer 44 und zog zwölf weitere Fahrer mit sich, aber das Peloton reagierte nicht. Als die führende Gruppe die Trouée d’Arenberg erreichte, hatte sie mehr als fünf Minuten Vorsprung, aber durch Defekte und Stürze reduzierte sich diese Gruppe auf sieben Fahrer. An der Carrefour de l’Arbre zogen Thomas Wegmüller und Demol davon, der Sieger in Roubaix hieß schließlich Dirk Demol.
Eine weitere Internationalisierung des Rennens wurde in diesem Jahr offensichtlich: Nachdem es jahrzehntelang ein Länderkampf zwischen Frankreich und Belgien und später den Niederlanden gewesen war, starteten ab den 1980er Jahren zunehmend auch Fahrer anderer Nationen. 1988 konnten sich zwei Schweizer Radrennfahrer unter den ersten zehn platzieren. Mit Steve Bauer war auch der erste Kanadier vorne mit dabei.